# Uwe-Jens Mey
Uwe-Jens Mey (Varsavia, 13 dicembre 1963) è un ex pattinatore di velocità su ghiaccio tedesco.

## Palmarès

### Olimpiadi
- Oro a Calgary 1988 nei 500 metri (con la Germania Est).
- Oro a Albertville 1992 nei 500 metri (con la Germania).
- Argento a Calgary 1988 nei 1000 metri (con la Germania Est).